# غجين
غجين هي قرية في مقاطعة أرومية، إيران. عدد سكان هذه القرية هو 1,703 في سنة 2006.